# トリシクロヘキシルホスフィン
トリシクロヘキシルホスフィン（英語：Tricyclohexylphosphine）は、リンに3個のシクロヘキサンが結合した三級ホスフィンである。多くの場合、Cyはシクロヘキシル基を表すことからPCy3と略記される。
一般的に、有機金属化学における配位子として使用される。

## 特長
特長として、高い塩基性(pKa = 9.7) と大きな配位子円錐角（170°）がある。

## 用途
P(Cy)3錯体として有名な物に、2005年ノーベル化学賞に選ばれたメタセシス反応に使用されるグラブス触媒や、均一系水素添加触媒のクラブトリー触媒がある。

第一世代グラブス触媒
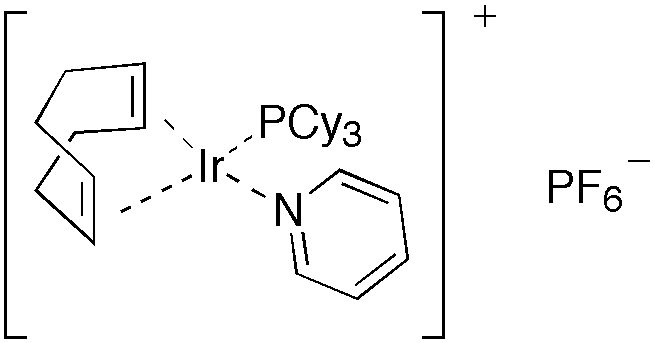
クラブトリー触媒